# Mossgruvan

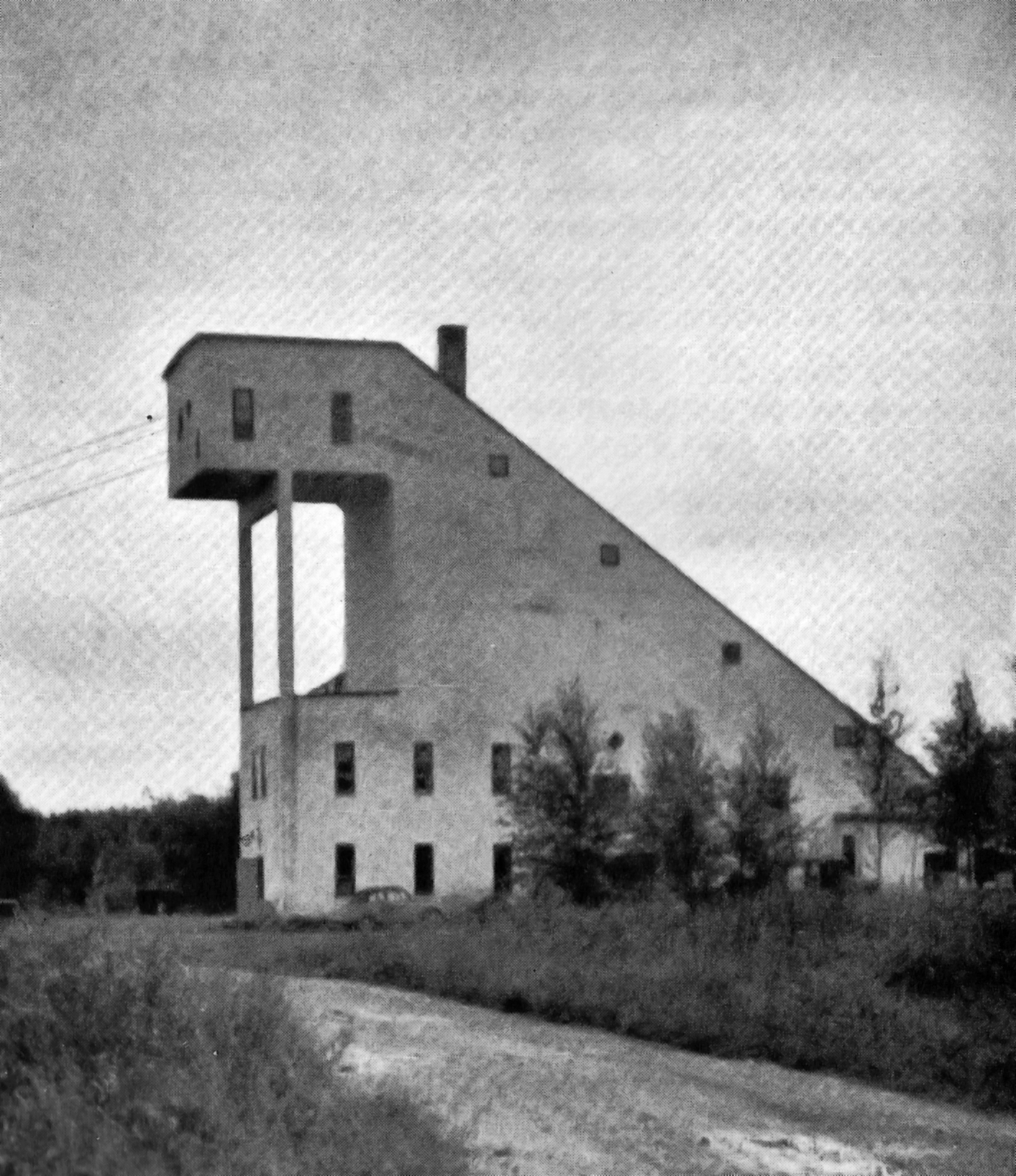
Laven från 1948.

Mossgruvan är ett före detta gruvsamhälle i Ljusnarsbergs kommun i Västmanland (Örebro län). Samhället har vuxit upp kring de två gruvorna Mossgruvan och Sköttgruvan, som upptäcktes på 1870-talet. Dessa kom tidvis att tillhöra det närbelägna Högfors bruk. 1942 förvärvades gruvorna av AB Svenska Kullagerfabriken, som 1948 lät uppföra en helt ny gruvanläggning vid den donlägiga Mossgruvan. 1956−58 byggdes även ny gruvanläggning vid Sköttgruvan. Betonglaven där med sina många fönster ritades av arkitekten Gustaf Lettström, känd för bl.a. Brandbergen i Haninge kommun. 1972 lades brytningen ned, men än idag står de gamla gruvlavarna kvar ute i skogen. Av äldre bebyggelse finns inte mycket kvar; den mesta bostadsbebyggelsen härstammar från 1950-talets guldår.